# Візичканич Гафія Петрівна
Гафія Петрівна Візичка́нич (нар. 22 січня 1912, Ганичі — пом. 26 квітня 1993, Ганичі) — українська майстриня художнього ткацтва; член Спілки художників України з 1961 року. Заслужений майстер народної творчості УРСР з 1967 року.

## Біографія
Народилася 22 січня 1912 року в селі Ганичах (тепер Тячівський район, Закарпатська область, Україна) в бідній багатодітній сім'ї. Протягом 1928–1952 років працювала ткалею, з 1952 року — майстром килимарного цеху в Ганичах. Померла в Ганичах 26 квітня 1993 року.

## Творчість
Працювала в галузі декоративного мистецтва (художнє ткацтво, килимарство). Авторка декоративних доріжок, килимів, ліжників, рушників, запасок з геометричними орнаментами, який поєднується зі стилізованим рослинним. Серед робіт:
килими
- «Дзвіночок» (1966);
- «Лісова пісня» (1970);
- «Бджілка» (1978);

доріжки
- «Смерічка» (1967);
- «Фіалка» (1967).

Брала участь у всеукраїнських виставках з 1957 року, всесоюзних з 1967 року. Персональні виставки відбуличя в Ужгороді у 1978 та 1982 роках. Експонувалась на міжнародних виставках в ЧССР, Угорщині, Румунії.
Роботи зберігаються у Національному музеї українського народного декоративного мистецтва у Києві та Музеї етнографії та художнього промислу у Львові.